# Gagea
Gagea là một chi thực vật có hoa trong họ Liliaceae.